# Дружнянська сільська рада
| Дружнянська сільська рада — колишній орган місцевого самоврядування у Бородянському районі Київської області з адміністративним центром у с. Дружня. Водоймища на території, підпорядкованій даній раді: Друж. Сільській раді були підпорядковані населені пункти: - с. Дружня |

## Склад ради
Рада складалася з 18 депутатів та голови.

### Керівний склад ради
| ПІБ                            | Основні відомості                                                 | Дата обрання | Дата звільнення |
| ------------------------------ | ----------------------------------------------------------------- | ------------ | --------------- |
| Сліпенко Володимир Іванович    | Сільський голова, 1949 року народження, освіта                    | 26.03.2006   | 31.10.2010      |
| Федоренко Анатолій Миколайович | Сільський голова, 1967 року народження, освіта середня спеціальна | 31.10.2010   |                 |

Примітка: таблиця складена за даними джерела